# Nadežda Kičenok
Nadežda Kičenok, accreditata come Nadiia Kichenok dalla WTA (in ucraino Надія Кіченок?; Dnipropetrovs'k, 20 luglio 1992), è una tennista ucraina.

## Carriera
Nel circuito ITF ha vinto ventotto titoli di cui quattro in singolare e ventiquattro in doppio.
Nel circuito WTA ha vinto 11 titoli in doppio, di cui 4 in coppia con la gemella Ljudmyla Kičenok, 2 con la romena Ioana Raluca Olaru e 2 con la giapponese Makoto Ninomiya: in questa specialità ha raggiunto il suo best ranking al numero 21, il 31 gennaio 2022.
Nei tornei del Grande Slam del 2012 ha perso al primo turno di qualificazioni al Roland Garros, a Wimbledon e agli US Open. Nel doppio, ha raggiunto il terzo turno in tutte le prove Slam.
Il 6 gennaio 2014 ha raggiunto la sua migliore posizione nel ranking WTA di singolare (100ª), mentre il 31 gennaio 2022 ha raggiunto la migliore posizione nel doppio, 29ª.

## Statistiche WTA

### Doppio

#### Vittorie (11)
| Legenda               | Legenda      |
| --------------------- | ------------ |
| Grande Slam (0)       |              |
| Ori Olimpici (0)      |              |
| WTA Finals (0)        |              |
| WTA Elite Trophy (1)  |              |
| Dal 2009 al 2020      | Dal 2021     |
| Premier Mandatory (0) | WTA 1000 (0) |
| Premier 5 (0)         | WTA 1000 (0) |
| Premier (0)           | WTA 500 (1)  |
| International (4)     | WTA 250 (5)  |

| N.  | Data              | Torneo                                                 | Superficie  | Compagna           | Avversarie in finale                     | Punteggio           |
| 1.  | 10 gennaio 2015   | Shenzhen Gemdale Open, Shenzhen                        | Cemento     | Ljudmyla Kičenok   | Liang Chen Wang Yafan                    | 6-4, 7-6(6)         |
| 2.  | 4 agosto 2016     | Brasil Tennis Cup, Florianópolis                       | Cemento     | Ljudmyla Kičenok   | Tímea Babos Réka Luca Jani               | 6-3, 6-1            |
| 3.  | 30 aprile 2017    | TEB BNP Paribas İstanbul Cup, Istanbul                 | Terra rossa | Dalila Jakupovič   | Nicole Melichar Elise Mertens            | 7-6(6), 6-2         |
| 4.  | 4 novembre 2018   | WTA Elite Trophy, Zhuhai                               | Cemento (i) | Ljudmyla Kičenok   | Shūko Aoyama Lidzija Marozava            | 6-4, 3-6, [10-7]    |
| 5.  | 18 gennaio 2020   | Hobart International, Hobart                           | Cemento     | Sania Mirza        | Peng Shuai Zhang Shuai                   | 6-4, 6-4            |
| 6.  | 21 marzo 2021     | St. Petersburg Ladies Trophy, San Pietroburgo          | Cemento (i) | Raluca Olaru       | Kaitlyn Christian Sabrina Santamaria     | 2-6, 6-3, [10-8]    |
| 7.  | 28 agosto 2021    | Chicago Women's Open, Chicago                          | Cemento     | Raluca Olaru       | Ljudmyla Kičenok Makoto Ninomiya         | 7-6(8), 5-7, [10-8] |
| 8.  | 2 ottobre 2022    | Tallinn Open, Tallinn                                  | Cemento (i) | Ljudmyla Kičenok   | Nicole Melichar-Martinez Laura Siegemund | 7-5, 4-6, [10-7]    |
| 9.  | 16 settembre 2023 | Kinoshita Group Japan Open Tennis Championships, Osaka | Cemento     | Anna-Lena Friedsam | Anna Kalinskaja Julija Putinceva         | 7-6(3), 6-3         |
| 10. | 20 luglio 2025    | MSC Hamburg Ladies Open, Amburgo                       | Terra rossa | Makoto Ninomiya    | Anna Bondár Arantxa Rus                  | 6-4, 3-6, [11-9]    |
| 11. | 26 luglio 2025    | Livesport Prague Open, Praga                           | Cemento     | Makoto Ninomiya    | Lucie Havlíčková Laura Samson            | 1-6, 6-4, [10-7]    |

#### Sconfitte (11)
| Legenda               | Legenda      |
| --------------------- | ------------ |
| Grande Slam (0)       |              |
| Argenti Olimpici (0)  |              |
| WTA Finals (0)        |              |
| WTA Elite Trophy (0)  |              |
| Dal 2009 al 2020      | Dal 2021     |
| Premier Mandatory (0) | WTA 1000 (0) |
| Premier 5 (0)         | WTA 1000 (0) |
| Premier (1)           | WTA 500 (3)  |
| International (5)     | WTA 250 (2)  |

| N.  | Data              | Torneo                                       | Superficie  | Compagna             | Avversarie in finale                  | Punteggio         |
| 1.  | 18 settembre 2011 | Tashkent Open, Tashkent                      | Cemento     | Ljudmyla Kičenok     | Eléni Daniilídou Vitalija D'jačenko   | 4-6, 3-6          |
| 2.  | 4 gennaio 2014    | Shenzhen Gemdale Open, Shenzhen              | Cemento     | Ljudmyla Kičenok     | Monica Niculescu Klára Zakopalová     | 3-6, 4-6          |
| 3.  | 23 maggio 2015    | Internationaux de Strasbourg, Strasburgo     | Terra rossa | Zheng Saisai         | Chuang Chia-jung Liang Chen           | 6-4, 4-6, [10-12] |
| 4.  | 9 aprile 2017     | Abierto GNP Seguros, Monterrey               | Cemento     | Dalila Jakupovič     | Nao Hibino Alicja Rosolska            | 2-6, 6(4)-7       |
| 5.  | 26 maggio 2018    | Internationaux de Strasbourg, Strasburgo (2) | Terra rossa | Anastasija Rodionova | Mihaela Buzărnescu Ioana Raluca Olaru | 5-7, 5-7          |
| 6.  | 5 agosto 2018     | Mubadala Silicon Valley Classic, San Jose    | Cemento     | Ljudmyla Kičenok     | Latisha Chan Květa Peschke            | 4-6, 1-6          |
| 7.  | 26 giugno 2021    | Bad Homburg Open, Bad Homburg                | Erba        | Raluca Olaru         | Darija Jurak Andreja Klepač           | 3-6, 1-6          |
| 8.  | 23 ottobre 2021   | VTB Kremlin Cup, Mosca                       | Cemento (i) | Raluca Olaru         | Jeļena Ostapenko Kateřina Siniaková   | 2-6, 6-4, [8-10]  |
| 9.  | 12 febbraio 2023  | Upper Austria Ladies Linz, Linz              | Cemento (i) | Anna-Lena Friedsam   | Natela Dzalamidze Viktória Kužmová    | 6-4, 5-7, [10-12] |
| 10. | 7 aprile 2024     | Credit One Charleston Open, Charleston       | Terra verde | Ljudmyla Kičenok     | Ashlyn Krueger Sloane Stephens        | 6-1, 3-6, [7-10]  |
| 11. | 2 febbraio 2025   | Upper Austria Ladies Linz, Linz (2)          | Cemento (i) | Ljudmyla Kičenok     | Tímea Babos Luisa Stefani             | 6-3, 5-7, [4-10]  |

## Circuito WTA 125

### Doppio

#### Sconfitte (2)
| N. | Data            | Torneo                      | Superficie  | Compagna           | Avversarie in finale         | Punteggio            |
| 1. | 5 novembre 2022 | Dow Tennis Classic, Midland | Cemento (i) | Anna-Lena Friedsam | Asia Muhammad Alycia Parks   | 2-6, 3-6             |
| 2. | 20 maggio 2023  | Trophée Clarins, Parigi     | Terra rossa | Alycia Parks       | Anna Danilina Vera Zvonarëva | 7-5, 6(2)-7, [12-14] |

## Statistiche ITF

### Singolare

#### Vittorie (4)
| Torneo $100.000 (1) |
| Torneo $80.000 (0)  |
| Torneo $75.000 (0)  |
| Torneo $60.000 (0)  |
| Torneo $50.000 (0)  |
| Torneo $25.000 (3)  |
| Torneo $15.000 (0)  |
| Torneo $10.000 (0)  |

| N. | Data             | Torneo                                | Superficie | Avversaria in finale | Punteggio   |
| 1. | 10 giugno 2012   | Karshi Womens, Karshi                 | Cemento    | Tadeja Majerič       | 6-3, 7-6(3) |
| 2. | 21 aprile 2013   | Namangan Women's Tournament, Namangan | Cemento    | Oksana Kalašnikova   | 6-2, 6-3    |
| 3. | 28 luglio 2013   | President's Cup, Astana               | Cemento    | Maria João Koehler   | 6-4, 7-5    |
| 4. | 10 novembre 2013 | Astana Womens, Astana                 | Cemento    | Ilona Kramen'        | 6-3, 6-1    |

#### Sconfitte (7)
| Torneo $100.000 (0) |
| Torneo $80.000 (0)  |
| Torneo $75.000 (0)  |
| Torneo $60.000 (0)  |
| Torneo $50.000 (1)  |
| Torneo $25.000 (4)  |
| Torneo $15.000 (0)  |
| Torneo $10.000 (2)  |

| N. | Data              | Torneo                                                           | Superficie    | Avversaria in finale    | Punteggio           |
| 1. | 18 ottobre 2009   | Sport & Court Kharkiv Ladies Cup Sapronov Tennis Series, Charkiv | Sintetico (i) | Ljudmyla Kičenok        | 7-6(2), 3-6, 2-6    |
| 2. | 1º maggio 2011    | Pavlov Cup, Minsk                                                | Cemento (i)   | Ol'ga Pučkova           | 2–6, 5–7            |
| 3. | 14 maggio 2012    | ITF Women's Circuit Fergana, Fergana                             | Cemento       | Donna Vekić             | 2-6, 2-6            |
| 4. | 3 giugno 2012     | Karshi Womens, Karshi                                            | Cemento       | Ksenija Milevskaja      | 4–6, 5–7            |
| 5. | 21 settembre 2012 | Mari El Republic Cup, Joškar-Ola                                 | Cemento       | Margarita Gasparjan     | 5-7, 6(3)-7         |
| 6. | 13 gennaio 2013   | Blossom Cup, Quanzhou                                            | Cemento       | Varatchaya Wongteanchai | 2–6, 7–6(5), 6(5)–7 |
| 7. | 31 marzo 2013     | SEB Tallink Open, Tallinn                                        | Cemento (i)   | Aljaksandra Sasnovič    | 6(3)-7, 2-6         |

### Doppio

#### Vittorie (24)
| Torneo $100.000 (1) |
| Torneo $80.000 (0)  |
| Torneo $75.000 (0)  |
| Torneo $60.000 (1)  |
| Torneo $50.000 (8)  |
| Torneo $25.000 (12) |
| Torneo $15.000 (0)  |
| Torneo $10.000 (2)  |

| N.  | Data              | Torneo                                                           | Superficie    | Compagna          | Avversarie in finale                       | Punteggio           |
| 1.  | 13 settembre 2009 | TEAN International, Alphen aan den Rijn                          | Terra rossa   | Ljudmyla Kičenok  | Chayenne Ewijk Marlot Meddens              | 6-2, 4-6, [10-8]    |
| 2.  | 18 ottobre 2009   | Sport & Court Kharkiv Ladies Cup Sapronov Tennis Series, Charkiv | Sintetico (i) | Ljudmyla Kičenok  | Veronika Kapšaj Irina Kuzmina              | 2-6, 6-2, [10-3]    |
| 3.  | 1º novembre 2009  | Stockholm Ladies, Stoccolma                                      | Cemento       | Ljudmyla Kičenok  | Aleksandra Artamonova Lіdzіja Marozava     | 6-3, 6-1            |
| 4.  | 15 novembre 2009  | MTB Bank, Minsk                                                  | Cemento       | Ljudmyla Kičenok  | Vesna Manasieva Evgenija Rodina            | 6-3, 7-6(7)         |
| 5.  | 9 maggio 2010     | Sapronov-tennis Kharkiv Ladies Cup, Charkiv                      | Cemento       | Ljudmyla Kičenok  | Kateryna Kozlova Elina Svitolina           | 6-4, 6-2            |
| 6.  | 10 ottobre 2010   | Open GDF SUEZ Région Limousin, Limoges                           | Cemento (i)   | Ljudmyla Kičenok  | Claire Feuerstein Caroline Garcia          | 6(5)-7, 6-4, [10–8] |
| 7.  | 27 marzo 2012     | Spring Cup, Mosca                                                | Cemento       | Ljudmyla Kičenok  | Aleksandra Panova Ol'ga Panova             | 6-3, 6-3            |
| 8.  | 1º maggio 2012    | Pavlov Cup, Minsk                                                | Cemento (i)   | Ljudmyla Kičenok  | Teodora Mirčić Nicole Rottmann             | 6-1, 6-2            |
| 9.  | 16 ottobre 2012   | Open GDF SUEZ de Touraine, Joué-lès-Tours                        | Cemento (i)   | Ljudmyla Kičenok  | Eirini Gergatou Irena Pavlović             | 6-2, 6-0            |
| 10. | 6 novembre 2012   | Republican Girls, Istanbul                                       | Cemento       | Ljudmyla Kičenok  | Mervana Jugić-Salkić Ana Vrljić            | 4-6, 6-1, [10–7]    |
| 11. | 20 maggio 2012    | ITF Women's Circuit Fergana, Fergana                             | Cemento       | Ljudmyla Kičenok  | Albina Khabibulina Anastasіja Vasyl'jeva   | 6-4, 6-1            |
| 12. | 17 giugno 2012    | Bukhara Womens, Bukhara                                          | Cemento       | Ljudmyla Kičenok  | Valentina Ivachnenko Kateryna Kozlova      | 7-5, 7-5            |
| 13. | 22 luglio 2012    | Viccourt Cup, Donec'k                                            | Cemento       | Ljudmyla Kičenok  | Valentina Ivachnenko Kateryna Kozlova      | 6-2, 7-5            |
| 14. | 4 novembre 2012   | Netanya Open, Netanya                                            | Cemento       | Ljudmyla Kičenok  | Zuzana Luknárová Anna Karolína Schmiedlová | 6-1, 6-4            |
| 15. | 18 novembre 2012  | OrtoLääkärit Open, Helsinki                                      | Sintetico (i) | Ljudmyla Kičenok  | Iryna Burjačok Valerija Solov'ëva          | 6-3, 6-3            |
| 16. | 13 gennaio 2013   | Blossom Cup, Quanzhou                                            | Cemento       | Iryna Burjačok    | Liang Chen Sun Shengnan                    | 3-6, 6-3, [12–10]   |
| 17. | 28 aprile 2013    | Lale Cup, Istanbul                                               | Cemento       | Ekateryna Byčkova | Başak Eraydın Aleksandrina Najdenova       | 3–6, 6–2, [10–5]    |
| 18. | 28 luglio 2013    | President's Cup, Astana                                          | Cemento       | Ljudmyla Kičenok  | Nina Bratčikova Valerija Solov'ëva         | 6-4, 6-1            |
| 19. | 10 novembre 2013  | Astana Womens, Astana                                            | Cemento       | Ljudmyla Kičenok  | Aleksandra Artamonova Evgenija Paškova     | 6-1, 6-1            |
| 20. | 1º novembre 2014  | Open GDF SUEZ Nantes Atlantique, Nantes                          | Cemento (i)   | Ljudmyla Kičenok  | Stéphanie Foretz Amandine Hesse            | 6-2, 6-3            |
| 21. | 21 febbraio 2015  | ITF Women's Circuit Thurgau, Kreuzlingen                         | Sintetico (i) | Ljudmyla Kičenok  | Stéphanie Foretz Irina Ramialison          | 6-3, 6-3            |
| 22. | 26 aprile 2015    | Lale Cup, Istanbul                                               | Cemento       | Ljudmyla Kičenok  | Valentina Ivachnenko Polina Monova         | 6-4, 6-3            |
| 23. | 20 marzo 2016     | Women's ITF Irapuato Club de Golf Santa Margarita, Irapuato      | Cemento       | Ljudmyla Kičenok  | Akiko Ōmae Prarthana Thombare              | 6-1, 6-4            |
| 24. | 19 marzo 2017     | Pingshan Open, Shenzhen                                          | Cemento       | Ljudmyla Kičenok  | Eri Hozumi Valerija Savinych               | 6-4, 6-4            |

#### Sconfitte (22)
| Torneo $100.000 (1) |
| Torneo $80.000 (0)  |
| Torneo $75.000 (2)  |
| Torneo $60.000 (1)  |
| Torneo $50.000 (3)  |
| Torneo $25.000 (12) |
| Torneo $15.000 (0)  |
| Torneo $10.000 (3)  |

| N.  | Data              | Torneo                                                                                   | Superficie    | Compagna          | Avversarie in finale                      | Punteggio           |
| 1.  | 30 settembre 2006 | Royal Cup, Podgorica                                                                     | Terra rossa   | Ljudmyla Kičenok  | Josipa Bek Karolina Jovanović             | 4–6, 7–5, 2–6       |
| 2.  | 25 maggio 2007    | ITF Women's Circuit Cherkassy, Čerkasy                                                   | Terra rossa   | Ljudmyla Kičenok  | Katerina Avdijenko Anna Zaporožanova      | 6(3)–7, 2–6         |
| 3.  | 2 agosto 2008     | Megaron Ladies Open, Dnipro                                                              | Terra rossa   | Ljudmyla Kičenok  | Vasilisa Davjdova Marija Kondrat'eva      | 3–6, 1–6            |
| 4.  | 31 agosto 2008    | Trofeul Distrigaz Sud, Bucarest                                                          | Terra rossa   | Ljudmyla Kičenok  | Laura Ioana Andrei Irina-Camelia Begu     | 2-6, 6-3, [6-10]    |
| 5.  | 29 marzo 2009     | Moscow Open, Mosca                                                                       | Cemento (i)   | Ljudmyla Kičenok  | Vitalija D'jačenko Kacjaryna Dzehalevič   | 1-6, 1-6            |
| 6.  | 23 maggio 2009    | Sapronov-tennis Kharkiv Ladies Cup, Charkiv                                              | Terra rossa   | Ljudmyla Kičenok  | Ksenija Milevskaja Lesja Curenko          | 4-6, 4-6            |
| 7.  | 21 novembre 2009  | Hart Open, Opole                                                                         | Sintetico (i) | Ljudmyla Kičenok  | Ana Jovanović Justine Ozga                | 4–6, 4–6            |
| 8.  | 6 febbraio 2010   | Women's Childhelp Desert Classic, Rancho Mirage                                          | Cemento       | Ljudmyla Kičenok  | Monique Adamczak Abigail Spears           | 3–6, 4–6            |
| 9.  | 27 marzo 2010     | Spring Cup, Mosca                                                                        | Sintetico (i) | Ljudmyla Kičenok  | Nina Bratčikova Irena Pavlović            | 7–6(4), 2-6, [3-10] |
| 10. | 3 aprile 2010     | Yugra Open, Chanty-Mansijsk                                                              | Sintetico (i) | Ljudmyla Kičenok  | Aleksandra Panova Ksenija Pervak          | 6(7)–7, 6–2, [7–10] |
| 11. | 21 maggio 2010    | Sapronov-tennis Kharkiv Ladies Cup, Charkiv                                              | Terra rossa   | Ljudmyla Kičenok  | Katerina Avdijenko Ksenija Milevskaja     | 4–6, 2–6            |
| 12. | 27 giugno 2010    | Open GDF SUEZ du Périgord, Périgueux                                                     | Terra rossa   | Ljudmyla Kičenok  | Elise Tamaëla Scarlett Werner             | 2–6, 1–6            |
| 13. | 4 luglio 2010     | Open Krys de Mont-de-Marsan, Mont-de-Marsan                                              | Terra rossa   | Constance Sibille | Lara Arruabarrena Inès Ferrer Suarez      | 3–6, 1–6            |
| 14. | 5 giugno 2011     | Zubr Cup, Přerov                                                                         | Terra rossa   | Ljudmyla Kičenok  | Kateřina Kramperová Karolína Plíšková     | 3-6, 4-6            |
| 15. | 21 gennaio 2012   | Internationaler Württembergische Hallenmeisterschaften um den Südwestbank-Cup, Stoccarda | Cemento (i)   | Ljudmyla Kičenok  | Paula Kania Ksenija Lykina                | 3–6, 4–6            |
| 16. | 29 luglio 2012    | President's Cup, Astana                                                                  | Cemento       | Ljudmyla Kičenok  | Oksana Kalašnikova Marta Sirotkina        | 6-3, 4-6, [2-10]    |
| 17. | 13 agosto 2012    | Tatarstan Open, Kazan'                                                                   | Terra rossa   | Ljudmyla Kičenok  | Valentina Ivachnenko Kateryna Kozlova     | 4-6, 7-6(6), [4-10] |
| 18. | 11 novembre 2012  | Pavlov Cup, Minsk                                                                        | Cemento (i)   | Ljudmyla Kičenok  | Kacjaryna Dzehalevič Aljaksandra Sasnovič | 6-1, 2-6, [3-10]    |
| 19. | 31 marzo 2013     | SEB Tallink Open, Tallinn                                                                | Cemento (i)   | Ljudmyla Kičenok  | Anett Kontaveit Jeļena Ostapenko          | 6-2, 5-7, [0-10]    |
| 20. | 15 novembre 2013  | Al Habtoor Tennis Challenge, Dubai                                                       | Cemento       | Ljudmyla Kičenok  | Vitalija D'jačenko Ol'ha Savčuk           | 5-7, 1-6            |
| 21. | 1º febbraio 2016  | Launceston Tennis International, Launceston                                              | Cemento       | Mandy Minella     | You Xiaodi Zhu Lin                        | 6-2, 5-7, [7-10]    |
| 22. | 11 marzo 2017     | Zhuhai Open, Zhuhai                                                                      | Cemento       | Ljudmyla Kičenok  | Lesley Kerkhove Lidzija Marozava          | 4-6, 2-6            |

## Risultati in progressione
| Sigla | Risultato               |
| ----- | ----------------------- |
| V     | Vincitore               |
| F     | Finalista               |
| SF    | Semifinalista           |
| O     | Oro olimpico            |
| A     | Argento olimpico        |
| SF    | Bronzo olimpico         |
| QF    | Quarti di Finale        |
| 4T    | Quarto turno            |
| 3T    | Terzo turno             |
| 2T    | Secondo turno           |
| 1T    | Primo turno             |
| RR    | Round Robin             |
| LQ    | Turno di qualificazione |
| A     | Assente                 |
| ND    | Non disputato           |

| Legenda superfici    |
| -------------------- |
| Cemento              |
| Terra battuta        |
| Erba                 |
| Superficie variabile |

### Singolare nei tornei del Grande Slam
| Torneo          | 2013 | 2014 | 2015 | 2016 | 2017 | V--S |
| --------------- | ---- | ---- | ---- | ---- | ---- | ---- |
| Australian Open | A    | 1T   | Q1   | A    | A    | 0-1  |
| Open di Francia | Q1   | 1T   | A    | A    |      | 0-1  |
| Wimbledon       | Q1   | Q1   | A    | A    |      | 0-0  |
| US Open         | Q1   | Q1   | A    | A    |      | 0-0  |
| Totale          | 0-0  | 0-2  | 0-0  | 0-0  | 0-0  | 0-2  |

### Doppio nei tornei del Grande Slam
| Torneo          | 2014 | 2015 | 2016 | 2017 | V--S |
| --------------- | ---- | ---- | ---- | ---- | ---- |
| Australian Open | A    | A    | 2T   | 1T   | 1-2  |
| Open di Francia | A    | 1T   | 2T   |      | 1-2  |
| Wimbledon       | 2T   | 1T   | 1T   |      | 1-3  |
| US Open         | A    | 2T   | 2T   |      | 2-2  |
| Totale          | 1-1  | 1-3  | 3-4  | 0-1  | 5-9  |

### Doppio misto nei tornei del Grande Slam
Nessuna partecipazione